# Dog, Cat and Canary
Dog, Cat and Canary – amerykański krótkometrażowy film animowany z 1945 roku w reżyserii Howarda Swifta. Film był nominowany do Oscara w kategorii najlepszy krótkometrażowy film animowany na 17. ceremonii wręczenia Oscarów, ale przegrał z filmem Mysie kłopoty. Był to pierwszy z pięciu filmów, w których pojawiła się postać kanarka Flippy'ego oraz jego przeciwnika, kota Flopa.

## Fabuła
Kot Flop bezskutecznie próbuje dopaść kanarka o imieniu Flippy, aby go zjeść. Niestety dla niego, ptak jest strzeżony przez zaspanego psa. Rozpoczyna się wielka gonitwa.